# Waterpolo als Jocs Europeus de 2015 – Homes
El torneig de waterpolo masculí dels Jocs Europeus es dugué a terme a Bakú, Azerbaidjan entre el 12 i el 21 de juny de 2015.

## Classificació
La nació organitzadora té plaça assegurada en ambdós tornejos. El Campionat Europeu de Waterpolo Júnior 2013 classificava pel torneig de manera directa. També es va disputar un torneig de classificació per aquelles seleccions sense plaça.
| Event classificatori                               | Data               | Instal·lació             | Nombre de places | Països classificats                                                 |
| -------------------------------------------------- | ------------------ | ------------------------ | ---------------- | ------------------------------------------------------------------- |
| País organitzador                                  | –                  | –                        | 1                | Azerbaidjan                                                         |
| Campionat Europeu de Waterpolo Masculí Júnior 2013 | 8–15 Setembre 2013 | Gżira, Malta             | 7                | Montenegro · Sèrbia · Itàlia · Hongria · Croàcia · Rússia · Espanya |
| Torneig Classificatori A                           | 12–15 Març 2015    | Nijverdal, Països Baixos | 2                | Grècia · Ucraïna                                                    |
| Torneig Classificatori B                           | 12–15 Març 2015    | Graz, Àustria            | 2                | Eslovàquia · Turquia                                                |
| Torneig Classificatori C                           | 12–15 Març 2015    | Szczecin, Polònia        | 2                | França · Romania                                                    |
| Torneig Classificatori D                           | 12–15 Març 2015    | Gżira, Malta             | 2                | Alemanya · Malta                                                    |
| Total                                              |                    |                          | 16               |                                                                     |

## Grups
| Grup A  | Grup B      | Grup C     | Grup D    |
| ------- | ----------- | ---------- | --------- |
| França  | Azerbaidjan | Croàcia    | Espanya   |
| Itàlia  | Alemanya    | Grècia     | Malta     |
| Rússia  | Hongria     | Montenegro | Sèrbia    |
| Ucraïna | Romania     | Turquia    | Eslovènia |

## Ronda Preliminar

### Grup A
| Equip   | J | G | E | P | GF | GC | DG  | PTS | Classificat per |
| ------- | - | - | - | - | -- | -- | --- | --- | --------------- |
| Itàlia  | 3 | 3 | 0 | 0 | 39 | 19 | +20 | 9   | Quarts          |
| Rússia  | 3 | 2 | 0 | 1 | 42 | 22 | +20 | 6   | Play-offs       |
| França  | 3 | 1 | 0 | 2 | 23 | 29 | -6  | 3   | Play-offs       |
| Ucraïna | 3 | 0 | 0 | 3 | 16 | 50 | -34 | 0   | Eliminat        |

| 13 Juny 2015 12:00 Partit 1 | Rússia                                  | 20‐7 | Ucraïna               | Waterpolo Arena, Azerbaidjan Àrbitres: Miodrag Stefanovic, Matan Schwartz |
| 13 Juny 2015 12:00 Partit 1 | Resultat per quarts: 5-0, 2-2, 6-3, 7-2 |      |                       | Waterpolo Arena, Azerbaidjan Àrbitres: Miodrag Stefanovic, Matan Schwartz |
| 13 Juny 2015 12:00 Partit 1 | Krug 5                                  | Gols | Leshchenko, Dzyadyk 2 | Waterpolo Arena, Azerbaidjan Àrbitres: Miodrag Stefanovic, Matan Schwartz |

| 13 Juny 2015 13:45 Partit 2 | Itàlia                                  | 12‐5 | França     | Waterpolo Arena, Azerbaidjan Àrbitres: Raul Torres, Ivan Rakovic |
| 13 Juny 2015 13:45 Partit 2 | Resultat per quarts: 4-3, 1-1, 1-0, 6-1 |      |            | Waterpolo Arena, Azerbaidjan Àrbitres: Raul Torres, Ivan Rakovic |
| 13 Juny 2015 13:45 Partit 2 | Baviera 3                               | Gols | Chandieu 3 | Waterpolo Arena, Azerbaidjan Àrbitres: Raul Torres, Ivan Rakovic |

| 14 Juny 2015 6:30 Partit 3 | Ucraïna                                 | 3‐12 | França     | Waterpolo Arena, Azerbaidjan Àrbitres: Marcela Mauss, Massimo Angileri |
| 14 Juny 2015 6:30 Partit 3 | Resultat per quarts: 0-2, 1-4, 1-5, 1-1 |      |            | Waterpolo Arena, Azerbaidjan Àrbitres: Marcela Mauss, Massimo Angileri |
| 14 Juny 2015 6:30 Partit 3 | '3 jugadors' 1                          | Gols | Chandieu 3 | Waterpolo Arena, Azerbaidjan Àrbitres: Marcela Mauss, Massimo Angileri |

| 14 Juny 2015 17:30 Partit 4 | Itàlia                                  | 9‐8  | Rússia     | Waterpolo Arena, Azerbaidjan Àrbitres: Juan Colominas, Radu Matache |
| 14 Juny 2015 17:30 Partit 4 | Resultat per quarts: 3-2, 2-0, 4-1, 0-5 |      |            | Waterpolo Arena, Azerbaidjan Àrbitres: Juan Colominas, Radu Matache |
| 14 Juny 2015 17:30 Partit 4 | del Basso 4                             | Gols | Zinnurov 4 | Waterpolo Arena, Azerbaidjan Àrbitres: Juan Colominas, Radu Matache |

| 15 Juny 2015 13:00 Partit 5 | Itàlia                                  | 18‐6 | Ucraïna             | Waterpolo Arena, Azerbaidjan Àrbitres: Brian Littlejohn, Martina Kunikova |
| 15 Juny 2015 13:00 Partit 5 | Resultat per quarts: 4-0, 6-2, 4-3, 4-1 |      |                     | Waterpolo Arena, Azerbaidjan Àrbitres: Brian Littlejohn, Martina Kunikova |
| 15 Juny 2015 13:00 Partit 5 | del Basso 4                             | Gols | Dulin, Leshchenko 2 | Waterpolo Arena, Azerbaidjan Àrbitres: Brian Littlejohn, Martina Kunikova |

| 15 Juny 2015 16:45 Partit 6 | Rússia                                  | 14‐6 | França           | Waterpolo Arena, Azerbaidjan Àrbitres: Ivan Rakovic, Gabor Vogel |
| 15 Juny 2015 16:45 Partit 6 | Resultat per quarts: 5-2, 2-3, 4-1, 3-0 |      |                  | Waterpolo Arena, Azerbaidjan Àrbitres: Ivan Rakovic, Gabor Vogel |
| 15 Juny 2015 16:45 Partit 6 | Salimov 3                               | Gols | Marion-Vernoux 2 | Waterpolo Arena, Azerbaidjan Àrbitres: Ivan Rakovic, Gabor Vogel |

### Grup B
| Equip       | J | G | E | P | GF | GC | DG  | PTS | Classificat per |
| ----------- | - | - | - | - | -- | -- | --- | --- | --------------- |
| Hongria     | 3 | 3 | 0 | 0 | 50 | 14 | +36 | 9   | Quarts          |
| Alemanya    | 3 | 2 | 0 | 1 | 35 | 21 | +14 | 6   | Play-offs       |
| Romania     | 3 | 1 | 0 | 2 | 17 | 34 | -17 | 3   | Play-offs       |
| Azerbaidjan | 3 | 0 | 0 | 3 | 16 | 49 | -33 | 0   | Eliminat        |

| 13 Juny 2015 10:00 Partit 1 | Hongria                                 | 9‐8  | Alemanya    | Waterpolo Arena, Azerbaidjan Àrbitres: Vasiliy Tkaxhenko, Marco Ercoli |
| 13 Juny 2015 10:00 Partit 1 | Resultat per quarts: 2-1, 3-2, 4-2, 0-3 |      |             | Waterpolo Arena, Azerbaidjan Àrbitres: Vasiliy Tkaxhenko, Marco Ercoli |
| 13 Juny 2015 10:00 Partit 1 | Vadovics 5                              | Gols | Manolakis 4 | Waterpolo Arena, Azerbaidjan Àrbitres: Vasiliy Tkaxhenko, Marco Ercoli |

| 13 Juny 2015 15:45 Partit 2 | Azerbaidjan                             | 6‐9  | Romania           | Waterpolo Arena, Azerbaidjan Àrbitres: Vasiliy Tkaxhenko, Marco Ercoli |
| 13 Juny 2015 15:45 Partit 2 | Resultat per quarts: 2-1, 3-2, 4-2, 0-3 |      |                   | Waterpolo Arena, Azerbaidjan Àrbitres: Vasiliy Tkaxhenko, Marco Ercoli |
| 13 Juny 2015 15:45 Partit 2 | Dzikhtsiarenka 3                        | Gols | "tres jugadors" 2 | Waterpolo Arena, Azerbaidjan Àrbitres: Vasiliy Tkaxhenko, Marco Ercoli |

| 14 Juny 2015 6:30 Partit 3 | Romania                                 | 5‐10 | Alemanya     | Waterpolo Arena, Azerbaidjan Àrbitres: Matan Schwartz, Spyridon Achladiotis |
| 14 Juny 2015 6:30 Partit 3 | Resultat per quarts: 0-2, 3-4, 2-2, 0-2 |      |              | Waterpolo Arena, Azerbaidjan Àrbitres: Matan Schwartz, Spyridon Achladiotis |
| 14 Juny 2015 6:30 Partit 3 | 'cinc jugadors' 5                       | Gols | Strelezkij 5 | Waterpolo Arena, Azerbaidjan Àrbitres: Matan Schwartz, Spyridon Achladiotis |

| 13 Juny 2015 15:45 Partit 4 | Hongria                                 | 23‐3 | Azerbaidjan      | Waterpolo Arena, Azerbaidjan Àrbitres: Vasiliy Tkaxhenko, Marco Ercoli |
| 13 Juny 2015 15:45 Partit 4 | Resultat per quarts: 4-2, 5-0, 7-1, 7-0 |      |                  | Waterpolo Arena, Azerbaidjan Àrbitres: Vasiliy Tkaxhenko, Marco Ercoli |
| 13 Juny 2015 15:45 Partit 4 | Burian 4                                | Gols | Dzikhtsiarenka 2 | Waterpolo Arena, Azerbaidjan Àrbitres: Vasiliy Tkaxhenko, Marco Ercoli |

| 15 Juny 2015 12:00 Partit 5 | Hongria                                 | 18‐3 | Romania           | Waterpolo Arena, Azerbaidjan Àrbitres: Danielle Bianco, Cornelis Van der Loo |
| 15 Juny 2015 12:00 Partit 5 | Resultat per quarts: 5-0, 3-0, 6-1, 4-2 |      |                   | Waterpolo Arena, Azerbaidjan Àrbitres: Danielle Bianco, Cornelis Van der Loo |
| 15 Juny 2015 12:00 Partit 5 | Burian 4                                | Gols | 'tres jugadors' 1 | Waterpolo Arena, Azerbaidjan Àrbitres: Danielle Bianco, Cornelis Van der Loo |

| 15 Juny 2015 12:00 Partit 6 | Azerbaidjan                             | 7‐17 | Alemanya     | Waterpolo Arena, Azerbaidjan Àrbitres: Konstantinos Kyranis, Svetlana Dreval |
| 15 Juny 2015 12:00 Partit 6 | Resultat per quarts: 5-0, 3-0, 6-1, 4-2 |      |              | Waterpolo Arena, Azerbaidjan Àrbitres: Konstantinos Kyranis, Svetlana Dreval |
| 15 Juny 2015 12:00 Partit 6 | Triapin, Dzikhtsiarenka 2               | Gols | Strelezkij 7 | Waterpolo Arena, Azerbaidjan Àrbitres: Konstantinos Kyranis, Svetlana Dreval |

### Grup C
| Equip   | J | G | E | P | GF | GC | DG  | PTS | Classificat per |
| ------- | - | - | - | - | -- | -- | --- | --- | --------------- |
| Grècia  | 3 | 2 | 1 | 0 | 41 | 29 | +12 | 7   | Quarts          |
| Croàcia | 3 | 2 | 0 | 1 | 39 | 28 | +11 | 6   | Play-offs       |
| Mònaco  | 3 | 1 | 1 | 1 | 34 | 33 | 1   | 4   | Play-offs       |
| Turquia | 3 | 0 | 0 | 3 | 15 | 39 | -24 | 0   | Eliminat        |

| 13 Juny 2015 6:30 Partit 1 | Croàcia                                 | 17‐6 | Turquia   | Waterpolo Arena, Azerbaidjan Àrbitres: Christian Landmann, Gabriella Varkonyi |
| 13 Juny 2015 6:30 Partit 1 | Resultat per quarts: 4-3, 4-1, 3-0, 6-2 |      |           | Waterpolo Arena, Azerbaidjan Àrbitres: Christian Landmann, Gabriella Varkonyi |
| 13 Juny 2015 6:30 Partit 1 | Dasic 6                                 | Gols | Oztemel 2 | Waterpolo Arena, Azerbaidjan Àrbitres: Christian Landmann, Gabriella Varkonyi |

| 13 Juny 2015 17:30 Partit 2 | Montenegro                              | 12‐16 | Grècia       | Waterpolo Arena, Azerbaidjan Àrbitres: Gavor Vogel |
| 13 Juny 2015 17:30 Partit 2 | Resultat per quarts: 1-3, 5-4, 2-5, 4-4 |       |              | Waterpolo Arena, Azerbaidjan Àrbitres: Gavor Vogel |
| 13 Juny 2015 17:30 Partit 2 | Saveljic 6                              | Gols  | 3 jugadors 3 | Waterpolo Arena, Azerbaidjan Àrbitres: Gavor Vogel |

| 14 Juny 2015 8:15 Partit 2 | Turquia                                 | 3‐11 | Grècia         | Waterpolo Arena, Azerbaidjan Àrbitres: Miodrag Stefanovic |
| 14 Juny 2015 8:15 Partit 2 | Resultat per quarts: 0-3, 1-3, 1-3, 1-2 |      |                | Waterpolo Arena, Azerbaidjan Àrbitres: Miodrag Stefanovic |
| 14 Juny 2015 8:15 Partit 2 | 'tres jugadors' 1                       | Gols | Giannopoulos 5 | Waterpolo Arena, Azerbaidjan Àrbitres: Miodrag Stefanovic |

| 14 Juny 2015 12:00 Partit 4 | Montenegro                              | 11‐11 | Croàcia | Waterpolo Arena, Azerbaidjan Àrbitres: Andrey Constatinov |
| 14 Juny 2015 12:00 Partit 4 | Resultat per quarts: 2-3, 3-1, 4-2, 2-5 |       |         | Waterpolo Arena, Azerbaidjan Àrbitres: Andrey Constatinov |
| 14 Juny 2015 12:00 Partit 4 | Banisevic, Radovic 3                    | Gols  | Dasic 5 | Waterpolo Arena, Azerbaidjan Àrbitres: Andrey Constatinov |

| 15 Juny 2015 6:30 Partit 5 | Montenegro                              | 11‐6 | Turquia      | Waterpolo Arena, Azerbaidjan Àrbitres: Miodrag Stefanovic, Gabriella Varkonyi |
| 15 Juny 2015 6:30 Partit 5 | Resultat per quarts: 2-2, 3-1, 4-2, 2-1 |      |              | Waterpolo Arena, Azerbaidjan Àrbitres: Miodrag Stefanovic, Gabriella Varkonyi |
| 15 Juny 2015 6:30 Partit 5 | Brkic 3                                 | Gols | Berk Alkan 3 | Waterpolo Arena, Azerbaidjan Àrbitres: Miodrag Stefanovic, Gabriella Varkonyi |

| 15 Juny 2015 17:30 Partit 6 | Croàcia                                 | 13‐12 | Grècia     | Waterpolo Arena, Azerbaidjan Àrbitres: Juan Carlos Colominas, Radu Matache |
| 15 Juny 2015 17:30 Partit 6 | Resultat per quarts: 5-6, 1-2, 2-2, 5-2 |       |            | Waterpolo Arena, Azerbaidjan Àrbitres: Juan Carlos Colominas, Radu Matache |
| 15 Juny 2015 17:30 Partit 6 | Dasic 4                                 | Gols  | Gardikas 3 | Waterpolo Arena, Azerbaidjan Àrbitres: Juan Carlos Colominas, Radu Matache |

### Grup D
| Equip      | J | G | E | P | GF | GC | DG  | PTS | Classificat per |
| ---------- | - | - | - | - | -- | -- | --- | --- | --------------- |
| Espanya    | 3 | 3 | 0 | 0 | 46 | 22 | +24 | 9   | Quarts          |
| Sèrbia     | 3 | 2 | 0 | 1 | 41 | 18 | +23 | 6   | Play-offs       |
| Eslovàquia | 3 | 1 | 0 | 2 | 29 | 36 | -7  | 3   | Play-offs       |
| Malta      | 3 | 0 | 0 | 3 | 15 | 55 | -40 | 0   | Eliminat        |

| 13 Juny 2015 6:30 Partit 1 | Espanya                                 | 22‐4 | Malta      | Waterpolo Arena, Azerbaidjan Àrbitres: Vyacheslav Byelyevtsov, Brian Littlejohn |
| 13 Juny 2015 6:30 Partit 1 | Resultat per quarts: 6-1, 4-0, 5-0, 7-3 |      |            | Waterpolo Arena, Azerbaidjan Àrbitres: Vyacheslav Byelyevtsov, Brian Littlejohn |
| 13 Juny 2015 6:30 Partit 1 | Granados 6                              | Gols | Plumpton 2 | Waterpolo Arena, Azerbaidjan Àrbitres: Vyacheslav Byelyevtsov, Brian Littlejohn |

| 13 Juny 2015 08:15 Partit 2 | Sèrbia                                  | 14‐5 | Eslovàquia | Waterpolo Arena, Azerbaidjan Àrbitres: Achladiotis Spyridon, Erkan Turkkan |
| 13 Juny 2015 08:15 Partit 2 | Resultat per quarts: 5-1, 1-0, 4-2, 4-2 |      |            | Waterpolo Arena, Azerbaidjan Àrbitres: Achladiotis Spyridon, Erkan Turkkan |
| 13 Juny 2015 08:15 Partit 2 | Kasum, Jankovic 3                       | Gols | Furman 3   | Waterpolo Arena, Azerbaidjan Àrbitres: Achladiotis Spyridon, Erkan Turkkan |

| 14 Juny 2015 10:00 Partit 3 | Malta                                   | 8‐15 | Eslovàquia | Waterpolo Arena, Azerbaidjan Àrbitres: Svetlana Dreval, Marco Ercoli |
| 14 Juny 2015 10:00 Partit 3 | Resultat per quarts: 1-6, 4-2, 0-2, 3-5 |      |            | Waterpolo Arena, Azerbaidjan Àrbitres: Svetlana Dreval, Marco Ercoli |
| 14 Juny 2015 10:00 Partit 3 | Plumpton 3                              | Gols | Urandnik 4 | Waterpolo Arena, Azerbaidjan Àrbitres: Svetlana Dreval, Marco Ercoli |

| 14 Juny 2015 13:45 Partit 4 | Sèrbia                                  | 9‐10 | Espanya    | Waterpolo Arena, Azerbaidjan Àrbitres: Benjamin Mercier, Cornelis van der Loo |
| 14 Juny 2015 13:45 Partit 4 | Resultat per quarts: 2-2, 3-2, 1-0, 4-5 |      |            | Waterpolo Arena, Azerbaidjan Àrbitres: Benjamin Mercier, Cornelis van der Loo |
| 14 Juny 2015 13:45 Partit 4 | Kasum 3                                 | Gols | Granados 5 | Waterpolo Arena, Azerbaidjan Àrbitres: Benjamin Mercier, Cornelis van der Loo |

| 15 Juny 2015 6:30 Partit 5 | Sèrbia                                  | 18‐3 | Malta      | Waterpolo Arena, Azerbaidjan Àrbitres: Marco Ercoli, Vyacheslav Byelyevtsov |
| 15 Juny 2015 6:30 Partit 5 | Resultat per quarts: 4-1, 6-0, 3-1, 5-1 |      |            | Waterpolo Arena, Azerbaidjan Àrbitres: Marco Ercoli, Vyacheslav Byelyevtsov |
| 15 Juny 2015 6:30 Partit 5 | '3 jugadors' 3                          | Gols | Pulmpton 2 | Waterpolo Arena, Azerbaidjan Àrbitres: Marco Ercoli, Vyacheslav Byelyevtsov |

| 15 Juny 2015 8:15 Partit 6 | Espanya                                 | 14‐9 | Eslovàquia | Waterpolo Arena, Azerbaidjan Àrbitres: Benjamin Mercier, Vasiliy Tkachenko |
| 15 Juny 2015 8:15 Partit 6 | Resultat per quarts: 2-2, 4-2, 5-3, 3-2 |      |            | Waterpolo Arena, Azerbaidjan Àrbitres: Benjamin Mercier, Vasiliy Tkachenko |
| 15 Juny 2015 8:15 Partit 6 | de la Fuente 4                          | Gols | Furman 3   | Waterpolo Arena, Azerbaidjan Àrbitres: Benjamin Mercier, Vasiliy Tkachenko |

## Fase Final
|  | Play-off       | Play-off       |                |                | Quarts         | Quarts         |                |                | Semifinal | Semifinal |  |  | Final | Final |
|  |                |                |                |                |                |                |                |                |           |           |  |  |       |       |
|  |                |                |                |                | 17 Juny- 14:15 |                |                |                |           |           |  |  |       |       |
|  | 16 Juny- 14:15 |                |                |                |                |                |                |                |           |           |  |  |       |       |
|  | Espanya        | 14             |                |                |                |                |                |                |           |           |  |  |       |       |
|  | Espanya        | 14             | Rússia         | 11             | 19 Juny- 19:00 | 19 Juny- 19:00 |                |                |           |           |  |  |       |       |
|  |                | Rússia         | Rússia         | 11             | 19 Juny- 19:00 | 19 Juny- 19:00 | 9              |                |           |           |  |  |       |       |
|  | Montenegro     | Rússia         | 8              |                | Espanya        | 9              | 9              |                |           |           |  |  |       |       |
|  | Montenegro     | 17 Juny- 18:00 | 8              |                | Espanya        | 9              |                |                |           |           |  |  |       |       |
|  | 16 Juny- 18:00 | 16 Juny- 18:00 |                | Croàcia        | 8              |                |                |                |           |           |  |  |       |       |
|  | 16 Juny- 18:00 | 16 Juny- 18:00 | Croàcia        | Croàcia        | 8              | 18             |                |                |           |           |  |  |       |       |
|  | Alemanya       | 13             | Croàcia        |                |                | 18             | 21 Juny- 19:30 | 21 Juny- 19:30 |           |           |  |  |       |       |
|  | Alemanya       | 13             |                | Alemanya       | 12             |                | 21 Juny- 19:30 | 21 Juny- 19:30 |           |           |  |  |       |       |
|  | Eslovàquia     | 7              |                | Alemanya       | 12             | Espanya        | 7              |                |           |           |  |  |       |       |
|  | Eslovàquia     | 7              | 17 Juny- 16:00 |                |                | Espanya        | 7              |                |           |           |  |  |       |       |
|  | 16 Juny- 16:00 | 16 Juny- 16:00 |                | Sèrbia         | 8              |                |                |                |           |           |  |  |       |       |
|  | 16 Juny- 16:00 | 16 Juny- 16:00 | Hongria        | Sèrbia         | 8              | 13             |                |                |           |           |  |  |       |       |
|  | Grècia         | 16             | Hongria        | 19 Juny- 20:30 | 19 Juny- 20:30 | 13             |                |                |           |           |  |  |       |       |
|  | Grècia         | 16             |                | 19 Juny- 20:30 | 19 Juny- 20:30 | Grècia         | 15             |                |           |           |  |  |       |       |
|  | França         | 7              |                | Grècia         | 12             | Grècia         | 15             | 3r lloc        | 3r lloc   |           |  |  |       |       |
|  | França         | 7              | 17 Juny- 19:45 | Grècia         | 12             |                |                | 3r lloc        | 3r lloc   |           |  |  |       |       |
|  | 16 Juny- 19:45 | 16 Juny- 19:45 |                | Sèrbia         | 13             |                | 21 Juny- 18:00 | 21 Juny- 18:00 |           |           |  |  |       |       |
|  | 16 Juny- 19:45 | 16 Juny- 19:45 | Itàlia         | Sèrbia         | 13             | 7              | 21 Juny- 18:00 | 21 Juny- 18:00 |           |           |  |  |       |       |
|  | Sèrbia         | 8              | Itàlia         |                |                | 7              | Croàcia        | 10             |           |           |  |  |       |       |
|  | Sèrbia         | 8              |                | Sèrbia         | 8              |                | Croàcia        | 10             |           |           |  |  |       |       |
|  | Romania        | 2              |                | Sèrbia         | 8              | Grècia         | 11             |                |           |           |  |  |       |       |
|  | Romania        | 2              |                |                |                | Grècia         | 11             |                |           |           |  |  |       |       |

Competició pel 5è lloc
|  | 5è-8è lloc      | 5è-8è lloc      |    |                 | 5è/6è lloc      | 5è/6è lloc |
|  |                 |                 |    |                 |                 |            |
|  | 19 Juny - 15:00 |                 |    |                 |                 |            |
|  | Rússia          | 16              |    |                 |                 |            |
|  | Alemanya        | 9               |    |                 |                 |            |
|  |                 |                 |    |                 |                 |            |
|  |                 |                 |    |                 | 21 Juny - 14:30 |            |
|  |                 |                 |    |                 | Rússia          | 6          |
|  |                 | Itàlia          | 11 |                 |                 |            |
|  |                 |                 |    |                 |                 |            |
|  |                 |                 |    |                 |                 |            |
|  |                 |                 |    |                 | 7è/8è lloc      |            |
|  | 19 Juny - 17:30 | 19 Juny - 17:30 |    | 21 Juny - 13:00 | 21 Juny - 13:00 |            |
|  | Hongria         | 10              |    | Alemanya        | 6               |            |
|  | Itàlia          | 11              |    |                 | Hongria         | 15         |

9è-12è Lloc
|  | 9è-12è lloc     | 9è-12è lloc     |   |                 | 9è/10è lloc     | 9è/10è lloc |
|  |                 |                 |   |                 |                 |             |
|  | 17 Juny - 18:00 |                 |   |                 |                 |             |
|  | Montenegro      | 9               |   |                 |                 |             |
|  | Eslovàquia      | 8               |   |                 |                 |             |
|  |                 |                 |   |                 |                 |             |
|  |                 |                 |   |                 | 19 Juny - 13:30 |             |
|  |                 |                 |   |                 | Montenegro      | 15          |
|  |                 | França          | 4 |                 |                 |             |
|  |                 |                 |   |                 |                 |             |
|  |                 |                 |   |                 |                 |             |
|  |                 |                 |   |                 | 11è/12è lloc    |             |
|  | 17 Juny - 19:45 | 17 Juny - 19:45 |   | 19 Juny - 12:00 | 19 Juny - 12:00 |             |
|  | França          | 7               |   | Eslovàquia      | 7               |             |
|  | Romania         | 5               |   |                 | Romania         | 8           |

13è-16è Lloc
|  | 13è-16è lloc    | 13è-16è lloc    |   |                 | 13è/14è lloc    | 13è/14è lloc |
|  |                 |                 |   |                 |                 |              |
|  | 16 Juny - 10:30 |                 |   |                 |                 |              |
|  | Ucraïna         | 9               |   |                 |                 |              |
|  | Turquia         | 11              |   |                 |                 |              |
|  |                 |                 |   |                 |                 |              |
|  |                 |                 |   |                 | 17 Juny - 16:00 |              |
|  |                 |                 |   |                 | Turquia         | 11           |
|  |                 | Azerbaidjan     | 6 |                 |                 |              |
|  |                 |                 |   |                 |                 |              |
|  |                 |                 |   |                 |                 |              |
|  |                 |                 |   |                 | 15è/16è lloc    |              |
|  | 16 Juny - 12:15 | 16 Juny - 12:15 |   | 17 Juny - 14:15 | 17 Juny - 14:15 |              |
|  | Azerbaidjan     | 8               |   | Ucraïna         | 13              |              |
|  | Malta           | 7               |   |                 | Malta           | 8            |